# わたつみ石
わたつみ石（わたつみせき、 Watatsumiite）は、2003年に発表された日本産新鉱物で、国立科学博物館の鉱物学者松原聰などにより、岩手県の田野畑鉱山で発見された。化学組成はKNa2LiMn2V2Si8O24で、単斜晶系。現在、1mmほどのオリーブグリーン色の粒のみ発見されている。
マンガン海王石（Manganoneptunite、KNa2Li(Mn2+,Fe2+)2Ti2Si8O24）のチタンをバナジウムで置換した組成をもつ鉱物であるため、海王石の由来であるローマの海神ネプトゥーヌスにあやかり、日本の海神をあらわすわたつみをその名とした。